# Lamprosema chrysanthes
Lamprosema chrysanthes là một loài bướm đêm trong họ Crambidae.